# Robert Southey
Pour les articles homonymes, voir Southey.
Robert Southey (Bristol, 12 août 1774 - Londres, 21 mars 1843) est un écrivain romantique anglais, auteur d'une œuvre abondante et variée. Poète lauréat, il est avant tout célèbre pour sa poésie, mais il a également écrit de nombreuses biographies, dont celle de William Cowper, une histoire du Brésil et divers récits tels que Boucle d'Or. Il a traduit des ouvrages de l'espagnol et du portugais.
C'est lui qui, après qu'elle lui eut adressé certains de ses écrits, a recommandé à Charlotte Brontë d'abandonner la littérature qui, selon son opinion, s'oppose de nature aux talents et aux devoirs d'une femme (Voir Famille Brontë).

## Biographie
Né dans Wine Street à Bristol, Robert Southey fait ses études à la Westminster School de Londres, où, élève turbulent et médiocre, il vient près d'être expulsé, puis au Balliol College de l'université d'Oxford, qui le tolère en dépit de son mépris pour l'enseignement universitaires qui lui fait sécher les cours, alors qu'il se borne à lire toutes les œuvres de la littérature allemande et française qui lui tombent sous la main. À cette époque, il se passionne pour la Révolution française et cherche à en célébrer les grands moments dans des poèmes enthousiastes, ce qui contrarie fort sa famille qui ambitionnait pour lui une carrière en médecine.
Après l'écriture, en collaboration avec Samuel Taylor Coleridge, d'une pièces en trois actes intitulée La Chute de Robespierre (The Fall of Robespierre, 1794), il publie, seul, la même année, un premier recueil de poésie.
Après avoir quitté Oxford sans diplôme, Southey envisage de mener à bien un projet de Coleridge (vite abandonné) visant à créer une Pantisocracy (en), ou communauté agricole utopique, sur les rives du fleuve Susquehanna, dans les régions sauvages de Pennsylvanie (États-Unis. Le discours qui sous-tend ce projet, en grande partie issue de la pensée de Southey, est empreint d'idées politiques et théologiques radicales par leur conservatisme, dont le poète ne se départira jamais entièrement.
Le 14 novembre 1795, il épouse à Bristol Edith Fricker, belle-sœur de Coleridge : le couple s'installe à Greta Hall, à Keswick, dans le Lake District, propriété où vivent également Sara Coleridge avec ses trois enfants (que Coleridge a abandonné après que la mésentente au sein du couple se soit peu à peu transformée en haine), ainsi que la veuve du poète Robert Lovell (en) et son fils.
En 1799, il participe, avec son ami Coleridge, aux premières expériences sur le protoxyde d'azote menées par le professeur cornique Humphry Davy.
Un an après la mort d'Edith, survenue en 1838, Southey épouse la poétesse Caroline Anne Southey (en) le 4 juin 1839, mais déjà Southey est atteint de troubles de la mémoire qui assombrissent ses dernières années.
Il meurt en mars 1843.

## Œuvres

### Poèmes, biographies, ouvrages historiques et autres publications
- Harold, or, The Castle of Morford (roman inédit sur Robin des bois écrit en 1791)
- The Fall of Robespierre (1794) Publié en français sous le titre La Chute de Robespierre, traduit par Jean-Pierre Richard, Montpellier, Maison Antoine Vitez, 1995 (BNF 44793177)
- Goldilocks and the Three Bears (1837), une version de Boucle d'Or et les trois ours Publié en français sous le titre Boucles d'Or et les trois ours, traduit par Émilie Fargeas, Paris, Circonflexe, coll. « Albums Circonflexe », 2004  (ISBN 2-87833-350-0) Publié en français sous le titre Boucle d'Or et les trois ours, traduit et adapté par Agnès Cathala, Toulouse, Milan, coll. « Mes p'tits contes », 2012  (ISBN 978-2-7459-6003-0)
- Joan of Arc (1796)
- Icelandic Poetry, or The Edda of Sæmund (1797)
- Poems (1797–1799)
- Letters Written During a Short Residence in Spain and Portugal (1797)
- St. Patrick's Purgatory (1798)
- After Blenheim (1798)
- The Devil's Thoughts (1799), une édition revue et corrigée a été publiée en 1827 sous le titre The Devil's Walk
- English Eclogues (1799)
- The Old Man's Comforts and How He Gained Them (1799)
- Thalaba the Destroyer (1801) Publié en français de façon partielle sous le titre Thalaba le destructeur, traduit par André Morvan, dans le volume Dracula et autres écrits vampiriques, Paris, Gallimard, coll. « Bibliothèque de la Pléiade » no 638, 2019  (ISBN 978-2-07-274328-3)
- The Inchcape Rock (1802)
- Madoc (1805)
- Letters from England: By Don Manuel Alvarez Espriella (1807), observations d'un Espagnol fictif Publié en français sous le titre L'Angleterre et les Anglais, ou Petit portrait d'une grande famille , traduit par Joseph-Antoine de Gourbillon, Paris, Le Normant, 1817 (BNF 31390107)
- Chronicle of the Cid, from the Spanish (1808)
- The Curse of Kehama (1810)
- History of Brazil (3 vols.) (1810–1819)
- The Life of Horatio, Lord Viscount Nelson (1813)
- Roderick the Last of the Goths (1814) Publié en français sous le titre Roderic, dernier roi des Goths, traduit par P.-Hippolyte Amillet de Sagrie, Paris, Galignani, 1821 (BNF 31390123) Publié en français sous le titre Roderic, dernier roi des Goths, traduit par le chevalier de Caqueray, Paris, Perisse frères, 1840 (BNF 31390124)
- Sir Thomas Malory's Le Morte D'Arthur (1817)
- Wat Tyler: A Dramatic Poem (1817)
- Cataract of Lodore (1820)
- The Life of Wesley; and Rise and Progress of Methodism (2 vols.) (1820)
- What Are Little Boys Made Of ? (1820)
- A Vision of Judgement (1821)
- History of the Peninsular War, 1807–1814 (3 vols.) (1823–1832) Publié en français sous le titre Histoire de la guerre de la péninsule sous Napoléon, traduit par A. Lardier, Paris, Dondey-Dupré père et fils, 1828 (BNF 31390103)
- Sir Thomas More; or, Colloquies on the Progress and Prospects of Society (1829)
- The Works of William Cowper (15 vols.) (éd.) (1833–1837)
- Lives of the British Admirals, with an Introductory View of the Naval History of England (5 vols.) (1833–40) ; republié sous le titre English Seamen en 1895
- The Doctor (7 vols.) (1834–1847). Contient The Story of the Three Bears (Boucle d'Or et les Trois Ours) (1837) Publié en français sous le titre Les Trois Ours, traduit et adapté par Scribo, Paris, Éditions Fabbri, coll. « Il était une fois » no 17, 1991  (ISBN 2-907745-86-7)
- The Poetical Works of Robert Southey, Collected by Himself (1837)

### Anthologie poétique publiée en français
- Œuvres poétiques, en trois volumes, traduit par Antoine-André Bruguière, baron de Sorsum, Paris, Rey et Gravier, 1820 (BNF 31390121)

## Sources
- Quid 2001, Dominique et Michèle Frémy, chez Robert Laffont,  (ISBN 2221091418)
- Robert Southey - Biographie sur Imago Mundi